# Giraudia semiflava
Giraudia semiflava là một loài tò vò trong họ Ichneumonidae.